# Đại siêu thị

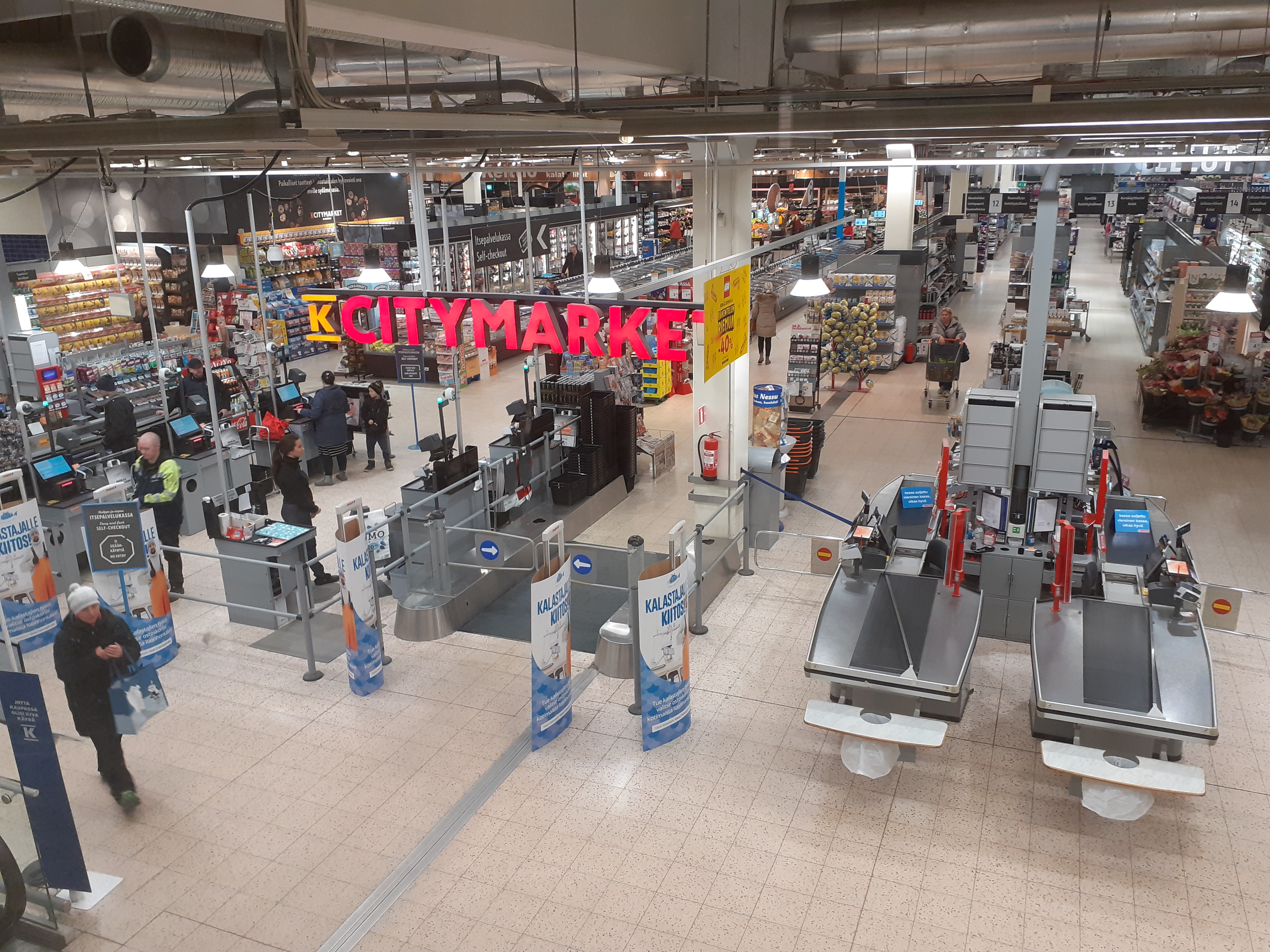
Đại siêu thị châu Âu ở Phần Lan, một chi nhánh của K-Citymarket ở Trung tâm mua sắm Viiri ở Klaukkala, Nurmijärvi, Greater Helsinki

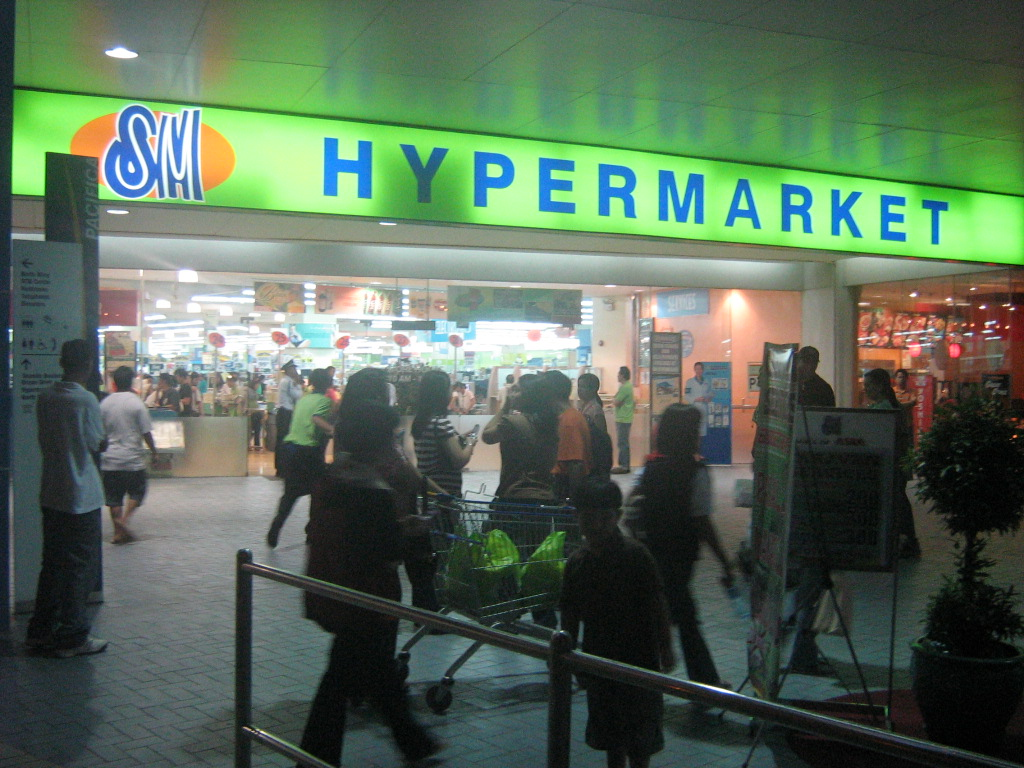
Đại siêu thị châu Á ở Philippines, một chi nhánh của Đại siêu thị SM ở SM Mall of Asia ở Pasay, Metro Manila

Đại siêu thị (tiếng Anh hypermarket, còn có cách gọi khác là superstore) là một dạng siêu cửa hàng kết hợp giữa một siêu thị và một cửa hàng bách hóa. Kết quả là nó tạo ra một địa điểm bán lẻ khổng lồ có khả năng chứa rất nhiều loại sản phẩm và hàng hóa bên trong, bao gồm toàn bộ các dòng sản phẩm tạp hóa cho đến đủ các loại sản phẩm thông thường khác. Trên lý thuyết, các đại siêu thị được tạo ra với mục đích cho phép người tiêu dùng thỏa mãn mọi nhu cầu mua sắm thông thường của mình chỉ trong một chuyến đi tới đây. Cụm từ gốc hypermarket trong tiếng Anh (tiếng Pháp: hypermarché) được sáng tạo vào năm 1968 bởi chuyên gia thương mại người Pháp Jacques Pictet.
Các đại siêu thị, giống như các siêu cửa hàng khác, đều đi theo mô hình kinh doanh doanh số cao, biên lợi nhuận thấp. Thông thường, đại siêu thị có diện tích từ 5.000 đến 15.000m², với sức chứa vào khoảng hơn 200.000 các loại thương hiệu và nhãn hàng khác nhau đồng thời. Do tính chất quá to lớn của mình, nhiều đại siêu thị được lựa chọn xây dựng tại các khu vực ngoại ô hoặc bên ngoài thành phố, tạo điều kiện dễ dàng cho khách hàng đi tới bằng ô tô.

## Lịch sử
Vào năm 1963, Carrefour mở ra đại siêu thị đầu tiên tại St Genevieve-de-Bois, gần Paris, Pháp.

### Canada
Loblaws đã thành lập chuỗi Real Canadian Superstore vào năm 1979. Chuỗi này chủ yếu bán hàng tạp hóa, đồng thời bán lẻ quần áo, đồ điện tử và đồ gia dụng. Đối thủ cạnh tranh lớn nhất của nó ở Canada là Walmart. Đây là hai đại siêu thị lớn của Canada..

### Châu Âu

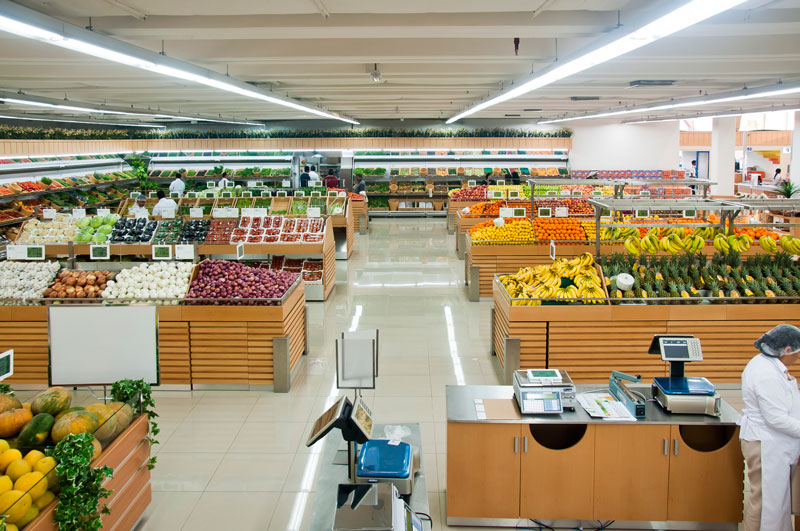
Khu vực hàng hóa ở Saveco, Kuwait

Đại siêu thị đầu tiên tại châu Âu thường bị mọi người nhầm tưởng là siêu thị Carrefour được xây dựng vào năm 1963, tại Sainte-Geneviève-des-Bois, Pháp. Tuy nhiên, trên thực tế, nhà bán lẻ Bỉ Grand Bazar mới là công ty xây dựng các đại siêu thị đầu tiên, với liên tục ba đại siêu thị được mở cửa trong thời gian ngắn vào năm 1961 với tên gọi SuperBazar, sau khi điều luật của nước Bỉ về giới hạn quy mô của các siêu thị bách hóa tại nước này bị bãi bỏ vào tháng 1 năm 1961. Siêu thị SuperBazar mở cửa tại Bruges vào ngày 9 tháng 9 năm 1961, ban đầu được thiết kế chỉ với quy mô 3.300 mét vuông và không bán thực phẩm, nhưng sau đó đã được chuyển đổi để trở thành siêu thị bách hóa như bình thường. Đại siêu thị tiếp theo được xây dựng chỉ sau đó một tuần tại Auderghem gần Brussels, với diện tích 9.100 m2. 

### Nhật Bản
Đại siêu thị đầu tiên tại Nhật là tiền thân của Yokado Ito, được xây dựng vào năm 1920, chuyên bán các mặt hàng của phương Tây, mở được đưa vào sử dụng cho đại chúng vào năm 1957, sau đó được đổi sang cái tên như hiện nay vào năm 1965. Seibu Department Stores là một đại siêu thị khác được thành lập vào năm 1956, sau đó tiếp tục được mở rộng thành một chuỗi các cửa hàng bách hóa có tên Seiyu Group vào năm 1963. Nakauchi Isao thành lập siêu thị Daiei đầu tiên ở Kobe vào năm 1957, chủ yếu bán các loại quần áo, thiết bị điện, nội thất và hàng tạp hóa. Jusco được thành lập vào năm 1970, sau đó dần được biết đến với cái tên như ngày nay là ÆON.
Trong tiếng Nhật, đại siêu thị được gọi là 総合スーパー (Sougou Suupaa, Cửa hàng bách hóa tổng hợp). Có sự khác biệt trong tiếng Nhật giữa スーパー (Supers) và デパート (Departs) với từ trước là cửa hàng giảm giá, còn từ sau bán quần áo hàng hiệu cao cấp và thường là hàng tạp hóa cao cấp.
Các đại siêu thị có thể được tìm thấy ở các khu vực đô thị cũng như các khu vực ít dân cư hơn. Chính phủ Nhật Bản khuyến khích lắp đặt đại siêu thị, vì đầu tư lẫn nhau bằng cổ phiếu tài chính là một cách phổ biến để vận hành đại siêu thị. Các đại siêu thị của Nhật Bản có thể chứa các nhà hàng, gian hàng manga (truyện tranh Nhật Bản), quán cà phê Internet, hàng hóa điển hình của cửa hàng bách hóa, đầy đủ các cửa hàng tạp hóa, thẩm mỹ viện và các dịch vụ khác, tất cả đều giống nhau cửa hàng. Một xu hướng gần đây là kết hợp khái niệm cửa hàng đồng đô la với kiểu đại siêu thị, tạo ra "hyakkin plaza"—hyakkin (百均 ) hoặc hyaku en (百円) có nghĩa là 100 yên (khoảng 1 đô la Mỹ).

### Hoa Kỳ

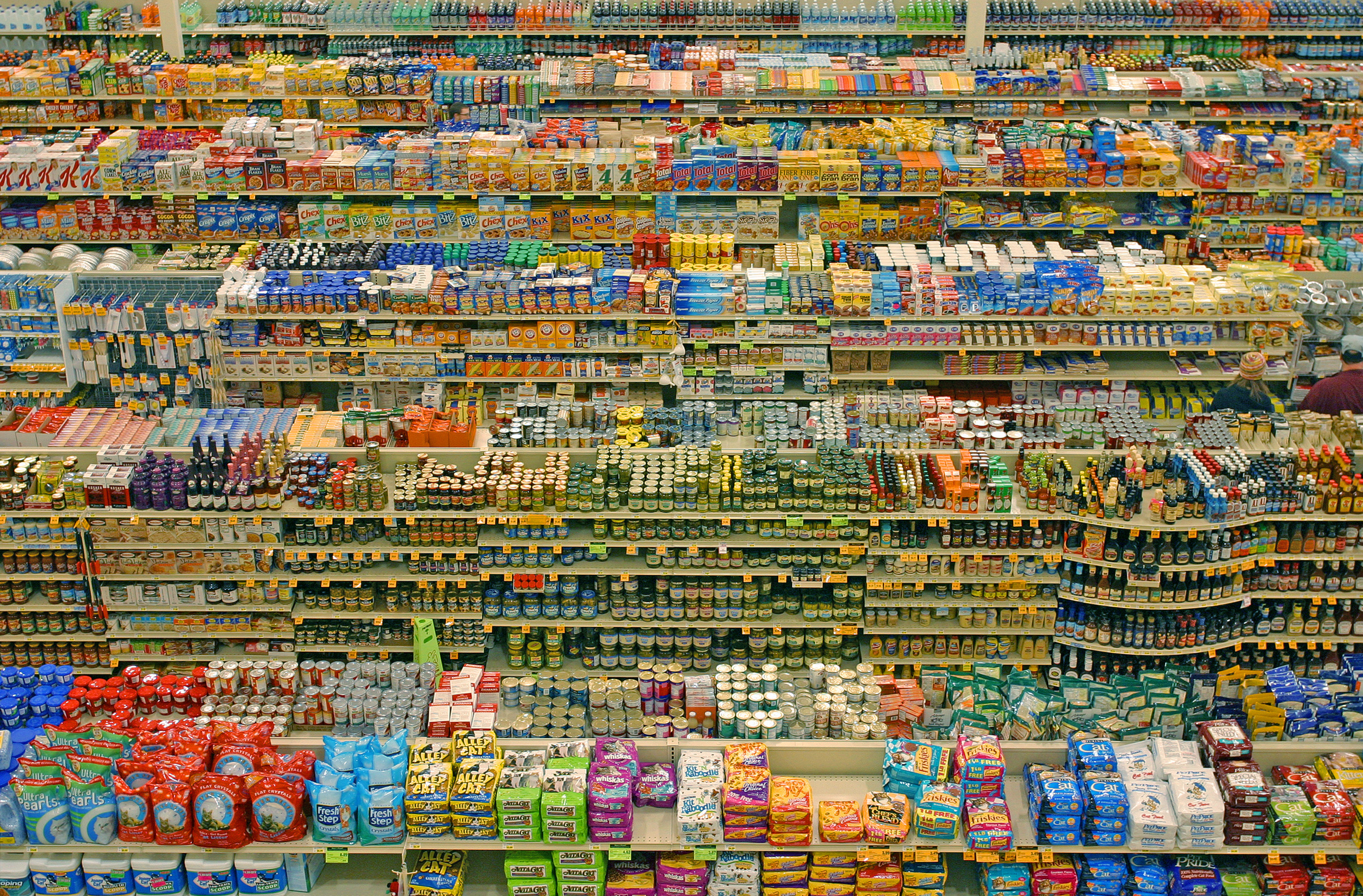
Gian hàng thực phẩm đóng gói tại đại siêu thị Fred Meyer ở Portland, Oregon

Người Mỹ thường không hay sử dụng thuật ngữ "đại siêu thị" (hypermarket), thay vào đó họ sẽ dùng các từ như "siêu cửa hàng", "siêu trung tâm". Cho đến thập niên 1980, các cửa hàng lớn kết hợp cả mặt hàng thực phẩm và các mặt hàng khác vẫn chưa phổ biến tại Mỹ, mặc dù vậy, vẫn có những tiền thân của các đại siêu thị xuất hiện từ trước đó.
Chuỗi cơ sở Meijer ở vùng Trung Tây, hiên nay có 235 cửa hàng tại 6 bang của Mỹ, đã mở "siêu trung tâm" đầu tiên của mình tại Grand Rapids, Michigan vào tháng 6 năm 1962, dưới tên thương hiệu "Thrifty Acres".
Vào cuối thập niên 1980 và đầu thập niên 1990, ba chuỗi cửa hàng cửa hàng bách hóa lớn tại Mỹ – Walmart, Kmart và Target – bắt đầu phát triển các đại siêu thị của riêng mình. Wal-Mart (sau đó đã đổi tên thành Walmart vào cuối thập niên 2000) cho ra mắt Hypermart USA vào năm 1987, tiếp theo đó là Wal-Mart Supercenter vào năm 1988; Kmart mở cửa đại siêu thị Super Kmart (ban đầu được gọi là Kmart Super Center) vào năm 1991; còn Target bắt đầu với đại siêu thị Target Greatland vào năm 1990, sau đó là đại siêu thị SuperTarget vào năm 1995.

## Quy mô

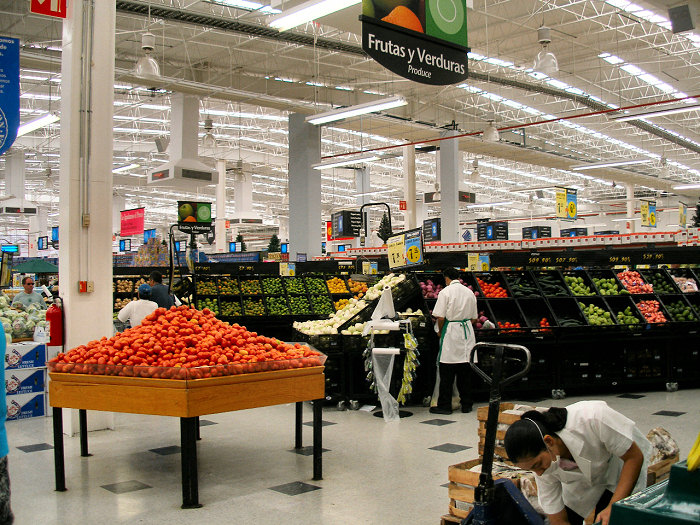
Khu vực hàng hóa của một Walmart Supercenter (thương hiệu đại siêu thị của Walmart) điển hình ở Mexico

Trung bình, một Đại trung tâm của Walmart sẽ có quy mô vào khoảng 16.500 m2 (178.000 foot vuông), với siêu thị lớn nhất có quy mô lên tới 24.000 m2 (260.000 foot vuông). Một đại siêu thị Carrefour bình thường cũng có diện tích khoảng 10.000 m2 (110.000 foot vuông). Xu hướng chung của châu Âu từ những năm 2000 đến này là tập trung vào các đại siêu thị có quy mô nhỏ hơn, vào khoảng 3.000 đến 5.000 m2 (32.000 đến 54.000 foot vuông). Tại Pháp, INSEE định nghĩa đại siêu thị là (tiếng Pháp: hypermarché/s) những siêu thị tổng hợp với quy mô ít nhất là 2.500 m2 (27.000 foot vuông).

## Thành công
Sau những thành công của các siêu thị và đại siêu thị và trong bối cảnh lo sợ rằng các cửa hàng nhỏ hơn có thể bị buộc phải rút khỏi thị trường, Pháp đã ban hành các điều luật để khiến việc xây dựng các đại siêu thị trở nên khó khăn hơn và cũng hạn chế số lượng đòn bẩy kinh tế mà các chuỗi đại siêu thị có thể áp đặt đối với các nhà cung cấp.

## Tương lai
Mặc dù đã đạt được nhiều thành công, tuy nhiên mô hình kinh doanh đại siêu thị hiện đang bị đe dọa bởi sự phát triển của mua sắm điện tử và sự chuyển dịch của kinh doanh sang hướng tập trung hóa, theo nhận định của nhà phân tích Sanjeev Sanyal đến từ Deutsche Bank's Global Strategist. Sanyal cũng chỉ ra rằng những quốc gia đang phát triển như Ấn Độ rất có thể thậm chí sẽ bỏ qua quá trình xây dựng các đại siêu thị để tiến tới xây dựng ngành thương mại điện tử ngay lập tức.